# Domenico Vigna
Domenico Vigna (mort el 1647) va ser un metge, horticultor i botànic italià. El gènere Vigna rep el seu cognom.
Domenico Vigna va ser el director del Jardí Botànic de Pisa entre 1616-1617 i entre 1632-1634. Va distingir el gènere Vigna (Fabaceae), del gènere Phaseolus, el gènere Vigna li va ser dedicat per Gaetano Savi l'any 1824.

## Obra
- Animadversiones, sive Observationes in libros de Historia et de causis plantarum Theophrasti.  Pisa: S. Marchettum & C. Massinum, 1625, p. 118.